# Burgstall Seemannskirchen
Der Burgstall Seemannskirchen befindet sich in dem gleichnamigen Gemeindeteil Seemannskirchen der niederbayerischen Gemeinde Mamming im Landkreis Dingolfing-Landau. Er liegt zwischen Seemannskirchen und Schellmühl in der Nähe der spätromanischen Filialkirche St. Laurentius. Die abgegangene Spornburg wird als Bodendenkmal unter der Aktennummer D-2-7341-0057 im Bayernatlas als „Burgstall des Mittelalters mit zugehörigem Vorburgareal“ geführt.

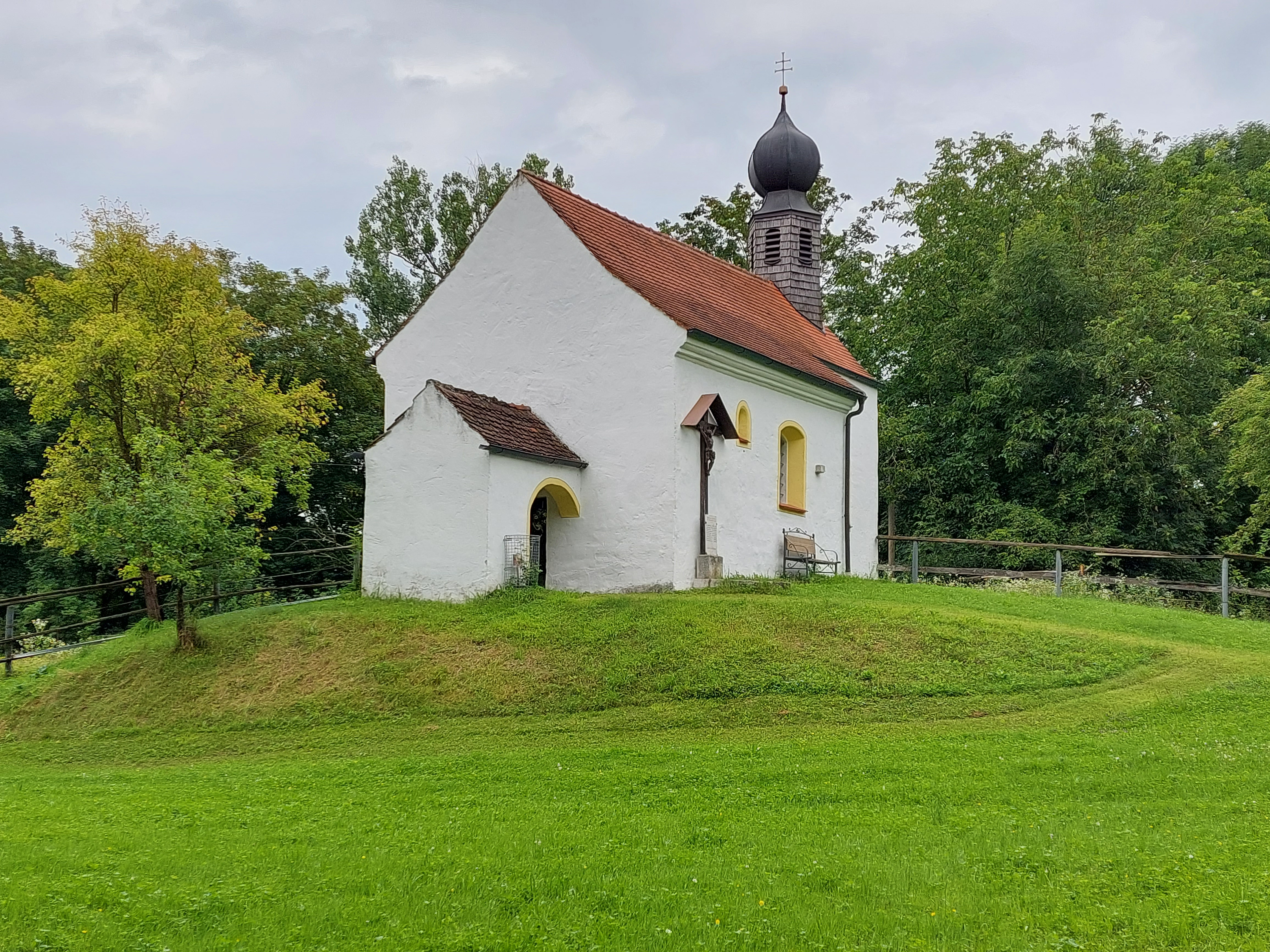
Filialkirche St. Laurentius in Seemannskirchen (2021)

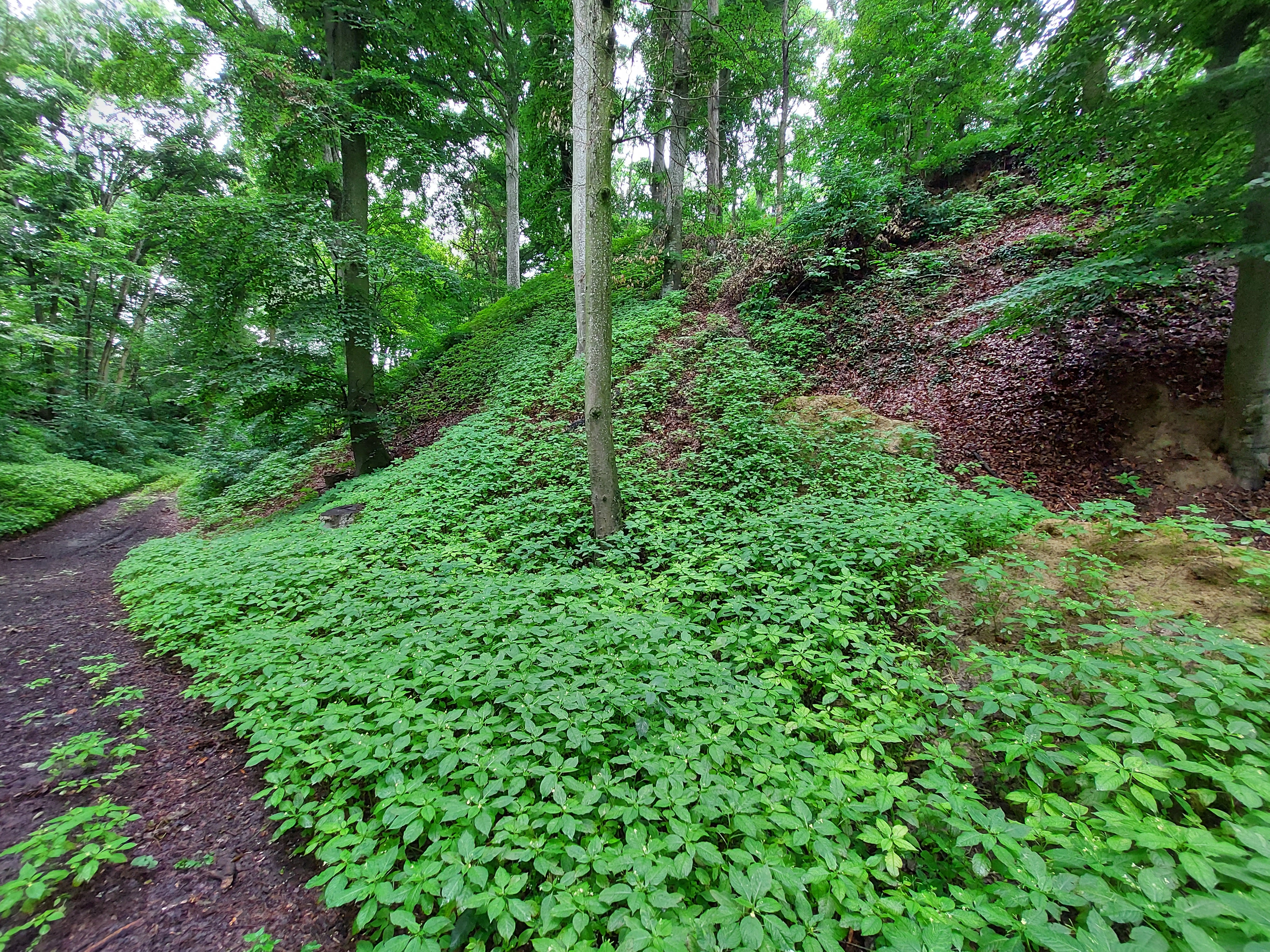
Burgstall Seemannskirchen (2021)

## Beschreibung
Die Burganlage liegt auf einem 40 m über dem Isartal liegenden und in Ost-West-Richtung ausgerichteten Burgstall. Dieser besteht aus vier Teilen, die sich über 200 m in der Länge und ca. 100 m in der Breite erstrecken. Das Kernwerk liegt im Westen auf der Spornspitze auf einem steil ansteigenden Burgkegel. Das darauf befindliche Plateau hat die Ausmaße von 70 × 30 m und ist durch einen tiefen, steilwandigen Graben mit einigen Erweiterungsstellen von Norden nach Süden durchschnitten. Die westliche Hälfte des Plateaus weist drei Eingrabungstrichter von zwei bis  drei Meter Tiefe auf. In den oberen Schichten kommt Ziegelbauschutt (Dachpfannen) zum Vorschein. Nach Osten fällt der Kegel um 13 m steil zum ersten Abschnittsgraben ab, der in nordwestlicher Richtung zu einem Hohlweg verläuft. Dieser Graben steigt von seiner Sohle zunächst um 2,5 m nach Osten an und bildet dann eine breite Stufenzone, deren östliche Begrenzung unmittelbar östlich der Kirche St. Laurentius durch einen zweiten Abschnittsgraben gebildet wird. Letzterer zieht sich in schwacher Biegung vom Isarsteilhang aus in Nord-Süd-Richtung zu dem Hohlweg hin. An seinem südlichen Ende ist er weitgehend aufgefüllt. Ein äußeres Vorwerk wird durch einen dritten, ehemals recht breiten Abschnittsgraben gebildet. Auch dieser ist im südlichen Bereich weitgehend zugeschüttet, damit das Areal für die Landwirtschaft leichten zugänglich ist.

## Geschichte
1194 wird anlässlich eines Vermächtnisses der Ellenbrechtskirchener an das Bistum Passau von einem „castrum“ gesprochen. Damals gehörte die Burg den Herren von Zulling-Ellenbrechtskirchen. 1379 wird der Ausdruck Haus gebraucht, der ebenfalls auf eine Burg hinweist. Noch zu Beginn des 15. Jahrhunderts erscheint die Veste Emerskirchen in den Urkunden, unter den damals nachfolgenden Grafen von Ortenburg hört man nichts mehr von der Burg. Die Besitzergeschichte entspricht der des Ortes bzw. der Hofmark Seemannskirchen.